# Det var en liten flicka
Det var en liten flicka är en psalmtext för barn. Texten består av åtta 8-radiga verser. Den har en berättande, likt ett skillingtryck, och en sedelärande karaktär för föräldrar, som ser olika på sin förlust av det gemensamma barnet. Författare och tonsättare okända.

## Publicerad i
- Herde-Rösten 1892 som nr 58 under rubriken "Barnsånger" med titeln "Fritänkaren och barnet".